# A Real Live Dead One
 (mars 2017).
Si vous disposez d'ouvrages ou d'articles de référence ou si vous connaissez des sites web de qualité traitant du thème abordé ici, merci de compléter l'article en donnant les références utiles à sa vérifiabilité et en les liant à la section « Notes et références ».
Albums de Iron Maiden
Live at Donington
(1993) Rock in Rio
(2002)
A Real Live Dead One est une compilation du groupe de heavy metal britannique Iron Maiden, sortie en 1998 et regroupant les deux albums lives A Real Live One (sorti le 22 mars 1993) et A Real Dead One (sorti le 18 octobre 1993).
Les morceaux de l'album sont enregistrés dans diverses salles de concert à travers l'Europe à l'occasion des tournées du Fear of the Dark Tour de 1992 et du Real Live Tour (en) de 1993.

## Liste des titres

### Disque 1:A Real Dead One
| 1.    | The Number of the Beast | Steve Harris                  | Valby Halle, Copenhague, Danemark, le 25 août 1992                  | 4:55 |
| 2.    | The Trooper             | Harris                        | Issenhallen, Helsinki, Finlande, le 5 juin 1992                     | 3:55 |
| 3.    | Prowler                 | Harris                        | Palghiacco, Rome, Italie, le 30 avril 1993                          | 4:16 |
| 4.    | Transylvania            | Harris                        | Grugahalle, Essen, Allemagne, le 17 avril 1993                      | 4:26 |
| 5.    | Remember Tomorrow       | Harris, Paul Di'Anno          | Grugahalle, Essen, Allemagne, le 17 avril 1993                      | 5:53 |
| 6.    | Where the Eagles Dare   | Harris                        | Rijnhal, Arnhem, Pays-Bas, le 9 avril 1993                          | 4:49 |
| 7.    | Sanctuary               | Iron Maiden                   | Patinoire de Malley, Lausanne, Suisse, le 4 septembre 1992          | 4:53 |
| 8.    | Running Free            | Harris, Di'Anno               | Patinoire de Malley, Lausanne, Suisse, le 4 septembre 1992          | 3:49 |
| 9.    | Run to the Hills        | Harris                        | Vitkovice Sports hall, Ostrava, République Tchèque, le 5 avril 1993 | 3:58 |
| 10.   | 2 Minutes to Midnight   | Adrian Smith, Bruce Dickinson | Élysée Montmartre, Paris, France, le 10 avril 1993                  | 5:37 |
| 11.   | Iron Maiden             | Harris                        | Issenhalle, Helsinki, le 5 juin 1992                                | 5:25 |
| 12.   | Hallowed Be Thy Name    | Harris                        | Olympic Arena, Moscou, Russie, le 4 juin 1993                       | 7:52 |
| 59:48 |                         |                               |                                                                     |      |

### Disque 2:A Real Live One
| 1.    | Be Quick or Be Dead                     | Bruce Dickinson, Janick Gers    | Super Rock '92, Mannheim, Allemagne, le 15 août 1992            | 3:17 |
| 2.    | From Here to Eternity                   | Steve Harris                    | Valby-Hallen, Copenhague, Danemark, le 25 août 1992             | 4:20 |
| 3.    | Can I Play with Madness                 | Adrian Smith, Dickinson, Harris | Brabanthallen, Den Bosch, Pays-Bas, le 2 septembre 1992         | 4:42 |
| 4.    | Wasting Love                            | Dickinson, Gers                 | Grande halle de la Villette, Paris, France, le 5 septembre 1992 | 5:48 |
| 5.    | Tailgunner                              | Harris, Dickinson               | Patinoire de Malley, Lausanne, Suisse, le 4 septembre 1992      | 4:09 |
| 6.    | The Evil that Men Do                    | Smith, Dickinson, Harris        | Forest National, Bruxelles, Belgique, le 17 août 1992           | 5:26 |
| 7.    | Afraid to Shoot Strangers               | Harris                          | le Globe, Stockholm, Suède, le 29 août 1992                     | 6:48 |
| 8.    | Bring Your Daughter... to the Slaughter | Dickinson                       | Ice Hall, Helsinki, Finlande, le 27 août 1992                   | 5:18 |
| 9.    | Heaven Can Wait                         | Harris                          | Monsters of Rock, Reggio d'Émilie, Italie, le 12 septembre 1992 | 7:29 |
| 10.   | The Clairvoyant                         | Harris                          | Ice Hall, Helsinki, Finlande, le 27 août 1992                   | 4:30 |
| 11.   | Fear of the Dark                        | Harris                          | Ice Hall, Helsinki, Finlande, le 27 août 1992                   | 7:13 |
| 58:58 |                                         |                                 |                                                                 |      |

## Crédits
Les crédits de production et de prestation sont adaptés des notes de l'album

### Membres du groupe
- Bruce Dickinson : chant
- Dave Murray : guitare
- Janick Gers : guitare
- Steve Harris : basse
- Nicko McBrain : batterie

### Musicien additionnel
- Michael Kenney : claviers

### Équipes technique et production
- Production, mixage : Steve Harris
- Ingénieur : Mick McKenna
- Mastering : Tim Young
- Directeur artistique, design (réédition) : Hugh Gilmour
- Artwork : Derek Riggs
- Photographie : George Chin, Guido Karp, Tony Mottram